# IC 4406
IC 4406は、おおかみ座の西の端付近にある惑星状星雲である。塵の雲を持つ。トーラス形をしているが、地球からはほぼ赤道の面を向けて真横に見えるため、長方形のように見える。

## 構造
IC 4406は双極性星雲で、物質が赤道付近に集まった長球のように見える。この種の構造は、双極性モデルの自然な帰結である。IC 4406の節は「レース状」で、中央の恒星に向かって対称性はない。また節には尾はない。どの構造も明るい端を持たない。